# 67-я стрелковая дивизия (1-го формирования)

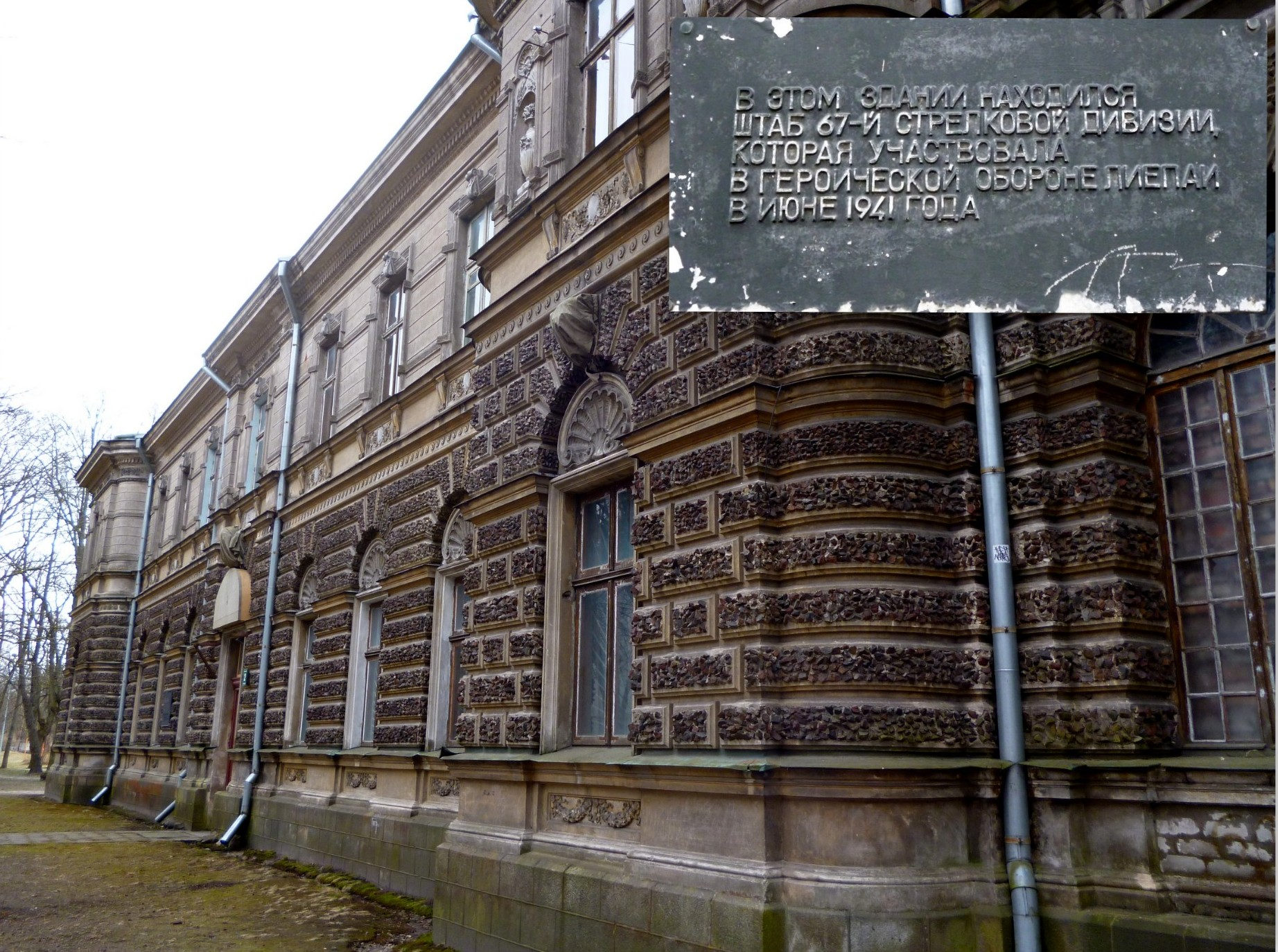
Во время обороны Лиепаи в 1941 году, в этом здании располагался штаб 67-й стрелковой дивизии. Фото 2014 года.

67-я стрелковая дивизия — стрелковое соединение (стрелковая дивизия) РККА ВС СССР, до и во время Великой Отечественной войны.
Наименование действительное:
- полное  — 67-я стрелковая дивизия;
- сокращённое — 67 сд. В действующей армии с 22 июня по 19 сентября 1941 года.

## История
Приказом войскам Петроградского военного округа № 1769/581, от 4 июня 1921 года, была сформирована Петроградская отдельная милиционная бригада (на базе частей 43-й стрелковой дивизии и территориальных частей), переформированная приказом войскам округа № 83/17, от 17 января 1923 года, в Петроградскую милиционную дивизию.
Приказом войскам округа № 338/69, от 24 февраля 1923 года, дивизия получила войсковой номер 20-й, приказом Реввоенсовета СССР № 1110, от 17 ноября 1925 года, 20-й стрелковой дивизии было присвоено именное наименование — имени Ленинградского губернского совета профессиональных союзов. Наконец, приказом НКО № 072, от 21 мая 1936 года, формирование переименовано в 67-ю стрелковую дивизию, в 1937 году переведена на кадровую основу.
В соответствии с выпиской из перечня организационных мероприятий, проводимых по укреплённым районам на 1939 год, на все оргмероприятия командованию Калининского военного округа (КалВО) был установлен период с 1 августа по 1 декабря. За это время командование округа должно было выполнить следующие мероприятия:
- Перевести 67-ю стрелковую дивизию (67 сд) в СебУР;
- Скадрировать в 67 сд третьи стрелковые батальоны в трёх стрелковых полках, оставив вместо них кадр по 22 человека, штат 9/821, 729 человек личного состава (ч л/с);
- Сформировать три (91-й, 93-й, 102-й) отдельных пулемётных батальона 2-го типа, двух ротного состава, с двумя отделениями противотанковой обороны (ПТО) каждый. Батальонам присвоить условные номера (наименования): 91-му — № 9884, 93-му № 9886, 102-му № 9874, штат 9/904-Б, 819 ч л/с;
- Сформировать автотранспортный взвод, штат 9/909 Кол-во л/с 16 ч л/с;
- Сформировать кадр тыловых учреждений, штат 9/910 Кол-во л/с 27 ч л/с;
- Сформировать кадр управления Себежского УР, штат 9/820, 10 ч л/с.

С 29 октября 1940 года находится в Латвии.
На 22 июня 1941 года в большинстве своём находилась в Лиепае (Либава), исключая 114-й стрелковый полк в Вентспилсе, 389-й отдельный зенитный артиллерийский дивизион на полигоне под Ригой, 83-й отдельный сапёрный батальон на строительстве укреплений в полосе 46-го укреплённого района в Паланге. Имела в своём составе около 7 000 человек, из них 5 300 в Лиепае, обладала небольшим количеством бронетехники — 16 Т-38 и 10 БА-10 в 11-м разведывательном батальоне. Перед дивизией стояла задача обороны побережья Балтийского моря от Рижского залива до Лиепаи.
Уже 22 июня 1941 года 281-й стрелковый полк принял на себя удар быстро продвигавшейся от Мемеля на север немецкой 291-й пехотной дивизии. К 23 июня 1941 года Лиепая была обойдена с востока, передовые отряды 291-й пехотной дивизии направились по побережью далее, сама дивизия приступила к штурму города сначала с востока, где атака была отбита, затем с севера. Город был окружён, 25-26 июня 1941 года происходит штурм Лиепаи, идут уличные бои. В ночь на 27 июня 1941 года остатки дивизии начинают прорыв из окружения в направлении на Вентспилс, затем двигаются через Кулдигу, Тукумс. Навстречу им для помощи в прорыве с 24 июня 1941 года продвигался от Риги 28-й мотострелковый полк. Некоторое количество воинов дивизии не смогли вырваться из окружения и, фактически, приступили к партизанской войне в городе, которая продолжалась, по свидетельству немецких авторов, до начала июля 1941 года.
114-й стрелковый полк в то же время по приказу оставляет Вентспилс и через Спаре, Тукумс отходит на новый рубеж обороны в районе Юрмалы, куда отходят и остатки дивизии, вырвавшиеся из Лиепаи.
К 29 июня 1941 года остатки дивизии оставляют и Юрмалу и отходят далее на север. Была эвакуирована (очевидно через Таллин) на побережье Финского залива в район Ораниенбаума. К августу 1941 года дивизии уже фактически как соединения не существовало, её личный состав был распределён по различным формированиям в районе Ораниенбаума.
19 сентября 1941 года дивизия была официально расформирована.

## В составе
| Дата            | Фронт (округ)         | Армия      | Корпус | Примечания |
| --------------- | --------------------- | ---------- | ------ | ---------- |
| 22.06.1941 года | Северо-Западный фронт | 27-я армия | -      | -          |
| 01.07.1941 года | Северо-Западный фронт | 27-я армия | -      | -          |
| 10.07.1941 года | Северо-Западный фронт | 8-я армия  | -      | -          |

## Состав

### 1941 год
- управление (Либава[1])
- 56-й стрелковый полк
- 114-й стрелковый полк
- 281-й стрелковый полк
- 94-й артиллерийский полк
- 242-й гаубичный артиллерийский полк
- 99-й отдельный истребительно-противотанковый дивизион
- 389-й отдельный зенитный артиллерийский дивизион
- 11-й разведывательный батальон
- 83-й сапёрный батальон
- 36-й отдельный батальон связи
- 72-й медико-санитарный батальон
- 275-я отдельная рота химический защиты
- 64-й автотранспортный батальон
- 47-я ремонтно-восстановительная рота
- 56-й полевой автохлебозавод
- 583-я полевая касса Госбанка

## Командир
- Гордов, Василий Николаевич (15.06.1937 — 07.1939), полковник, комбриг;
- Комиссаров, Константин Васильевич (20.07.1939 — 14.03.1941), полковник, с 04.11.1939 комбриг, с 04.06.1940 генерал-майор;
- Дедаев, Николай Алексеевич (14.03.1941 — 25.06.1941), генерал-майор (погиб при обороне Лиепаи);